# Појана (Бистра)
Појана (рум. Poiana) насеље је у Румунији у округу Алба у општини Бистра. Општина се налази на надморској висини од 994 m.

## Становништво
Према подацима из 2002. године у насељу је живело 84 становника, од којих су сви румунске националности.